# Sunrise Adams
Sunrise Adams (14 de setembre de 1982, Saint Louis, Missouri) és una actriu porno estatunidenca, neboda de la també actriu Sunset Thomas.

## Biografia

### Joventut
Sunrise passa els seus primers anys en una de les zones rurals més pobres de l'est de Texas, a Pickton, en un lloc sense telèfon, amb un sol canal de televisió, i sense ningú amb qui jugar en milles. A l'institut és una excel·lent atleta i estudiant. No solament jugava a bàsquet, sinó que era l'única noia que jugava en els equips del districte escolar de Pickton. Es va graduar amb 16 anys i es manté vinculada amb la comunitat estudiantil durant dos anys més.

### Carrera com a actriu porno
Una vegada complerts els 18 anys, la seva tieta Sunset Thomas la convenç perquè abandoni el seu treball a Sonic Drive-In i provi sort en la indústria del cinema X. Per a això, Sunrise Adams es trasllada a Los Angeles. En 2001 inicia amb More Dirty Debutantes 186 una carrera frenètica on aplegaria a rodar més de cent títols en 2 anys.
La popularitat de l'actriu no passa desapercebuda per a Vivid que tracta d'assolir, sense èxit el seu fitxatge. Finalment, el 2002, accedeix a formar part del selecte grup de les Vivid girls. Sunrise Adams signa així, un contracte de dos anys en el qual es compromet a rodar vuit pel·lícules (el que suposa una reducció notable del seu habitual ritme de rodatge). El seu fitxatge per Vivid suposa també un canvi físic, ja que l'actriu s'augmenta el pit poc abans d'estrenar Portrait of Sunrise (2002). Debbie Does Dallas: The Revenge (2003), Sentenced (2003) o Last Girl Standing (2004) són alguns dels títols que rodaria en eixa època.
Conclòs aquest contracte la productora li ofereix renovar per deu anys (alguna cosa poc freqüent en el món del porno). No obstant això, poc després de la signatura l'actriu opta per trencar l'acord i anuncia la seua retirada.
A finals de 2006 decideix reprendre la seua carrera recuperant la relació contractual que l'unia amb Vivid. Sunrise Adams: Sex Addict (2007) materialitza el seu regrés al porno.

## Premis
- 2004 Premi AVN a la millor escena de sexe oral per Heart of Darkness (amb Randy Spears)[9]

## Llibres
Adams ha escrit dos llibres:
- XXX: 30 Porn-Star Portraits, Bulfinch (1 d'octubre de 2004)
- How to Have a XXX Sex Life: The Ultimate Vivid Guide, Regan Books (20 de juliol de 2004)

Adams és coautora de:
- The Lust Ranch; Vivid Comix.[10]